# Anonyx shoemakeri
Anonyx shoemakeri är en kräftdjursart som beskrevs av Edward Strieby Steele 1983. Anonyx shoemakeri ingår i släktet Anonyx och familjen Uristidae. Inga underarter finns listade i Catalogue of Life.